# 풀산딸나무
풀산딸나무(학명: Cornus canadensis)는 층층나무속에 속한 식물종이다. 한반도, 일본, 중국 북동부(지린성), 러시아 극동 등 동아시아 지역과 미국 북부, 콜로라도주, 뉴멕시코주, 캐나다, 그린란드에 자생한다. 층층나무속에 속한 다른 식물들이 대체로 나무이거나 관목인 데 반해, 풀산딸나무는 키가 약 20 cm까지 자라는 여러해살이 땅속줄기 풀이다.

## 설명
풀산딸나무는 느리게 자라는 여러해살이 초본식물로 키는 10 ~ 20 cm까지 자라며 양탄자 같은 깔개 모양을 이룬다. 땅속줄기는 흙 속 2.5 - 7.5cm 깊이에서 옆으로 자라며 나무뿌리 밑으로 복제된 개체들의 군집을 형성한다. 땅속줄기에서 뻗어나온 땅 위 줄기는 수직으로 자라고 가늘며 가지가 없다. 잎은 마주나기를 하지만, 마디와 마디 사이 간격이 압축되어 6개의 잎이 뭉치기 때문에 돌려나기처럼 보이기도 한다. 무성하게 난 녹색 잎은 줄기 말단부에서 자라며 큰 잎 2개와 작은 잎 4개가 모여 있다. 작은 잎은 큰 잎의 곁눈에서 생긴다. 광택이 있는 어두운 녹색 잎은 2 ~ 3 mm 길이의 잎꼭지와 도란형 잎새를 지녔다. 잎새는 테두리가 매끈하고 길이는 3.5 ~ 4.8 cm, 너비는 1.5 ~ 2.5 cm이며 잎맥은 2 ~ 3개, 잎밑은 쐐기 꼴이고 잎끝은 뾰족하다. 가을에는 잎맥이 붉은 기운을 띠며 잎새가 완전히 붉은색이 된다.

### 꽃

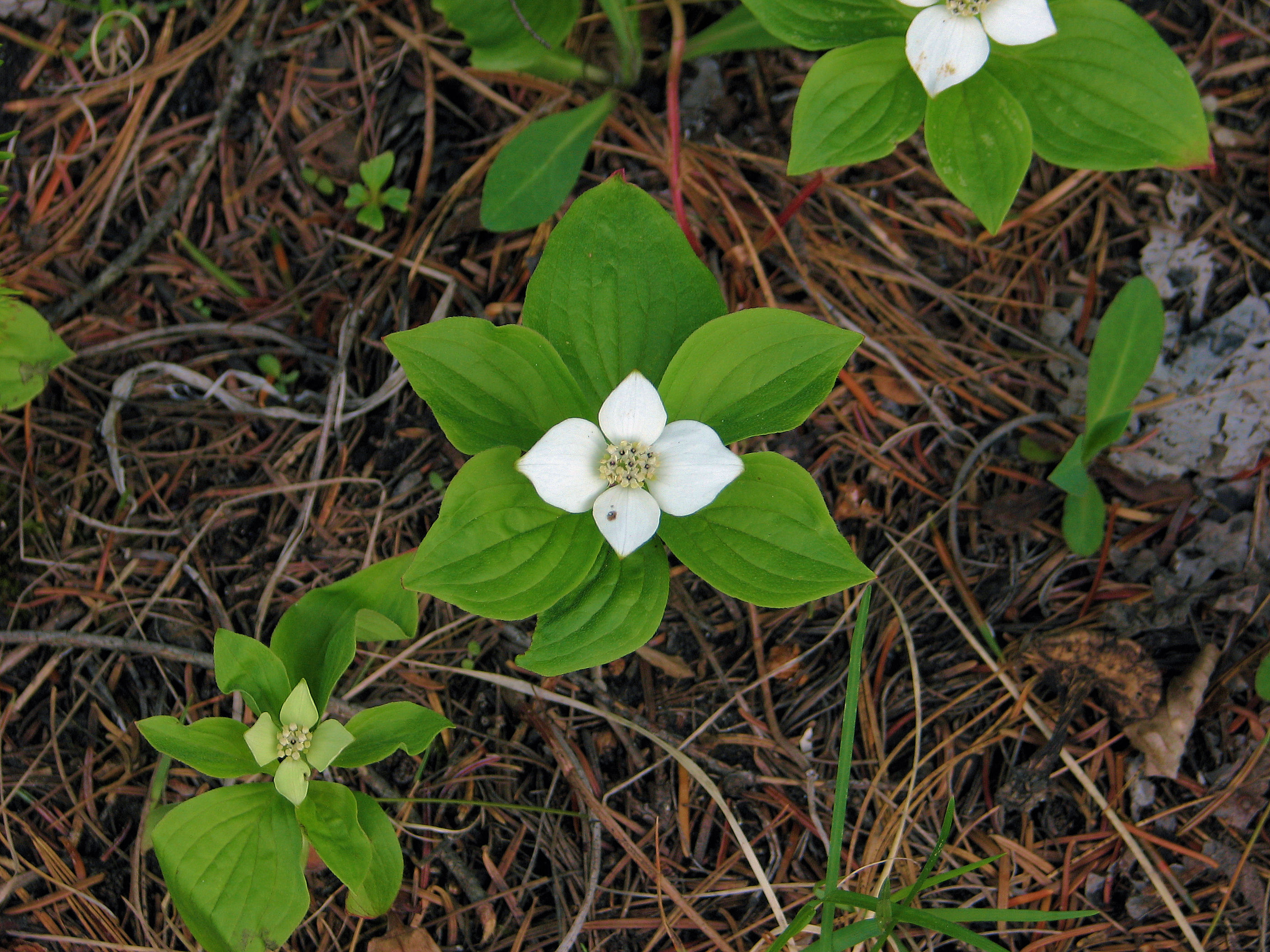
다 자란 꽃과 그렇지 않은 꽃. 흰색 부분은 꽃잎이 아니라 포엽이고, 포엽들 가운데 있는 것이 진짜 꽃송이들이다. 온타리오주 보니시어 주립공원.

늦봄에서 한여름 사이에 지름 2 mm 정도의 흰 꽃을 피운다. 꽃잎은 밖으로 굽어 있고 달걀 모양 내지는 창끝 모양이며 길이는 1 ~ 2 mm이다. 꽃차례는 취산상이고, 마치 꽃잎처럼 생겨 눈에 띄는 흰색 포엽들을 지녔다. 포엽은 다 자라기 전에는 녹색이고, 넓은 달걀 모양에 길이 0.8 ~ 1.2 cm, 너비 0.5 ~ 1.1 cm이며 잎맥은 7개가 평행하게 놓인다. 꽃받침관은 도란형으로 길이는 1 mm이며 빼곡한 솜털과 착 달라붙은 모용으로 덮여 있다. 꽃밥은 노란빛을 띤 흰색이며 좁은 달걀 모양이다. 화주는 1 mm 길이로 털이 없고 반들반들하다. 풀산딸나무는 대체로 자가불임이고 곤충에 수분을 의존한다. 꽃가루 매개 곤충으로는 호박벌, 단생 벌, 등에, 꽃등에 따위가 있다. 열매는 장과처럼 보이지만 실제로는 핵과이다.

### 꽃가루
풀산딸나무 꽃이 꽃가루를 뿌릴 때가 되면 탄력적인 꽃잎이 뒤로 확 젖혀지면서 그 밑에 팽팽하게 압축돼 있던 용수철 같은 수술 가닥이 풀려나 튕겨져 올라오며 수술 끝에 달린 꽃가루 주머니에서 꽃가루가 튀어나간다. 이때 수술이 겪는 가속도는 24,000 m/s2에 달한다. 이 동작은 0.0005 초 내에 일어나며 꽃가루는 중력의 2 ~ 3,000배에 이르는 힘을 받는다. 수술의 최대 속도는 초속 3.1 미터, 꽃잎의 최대 속도는 초속 6.7 미터에 달한다. 풀산딸나무 꽃의 움직임은 지금까지 알려진 식물의 움직임 중 가장 빠른 편에 속하고, 이를 촬영하려면 초당 1만 장을 찍는 카메라가 필요하다.

### 열매

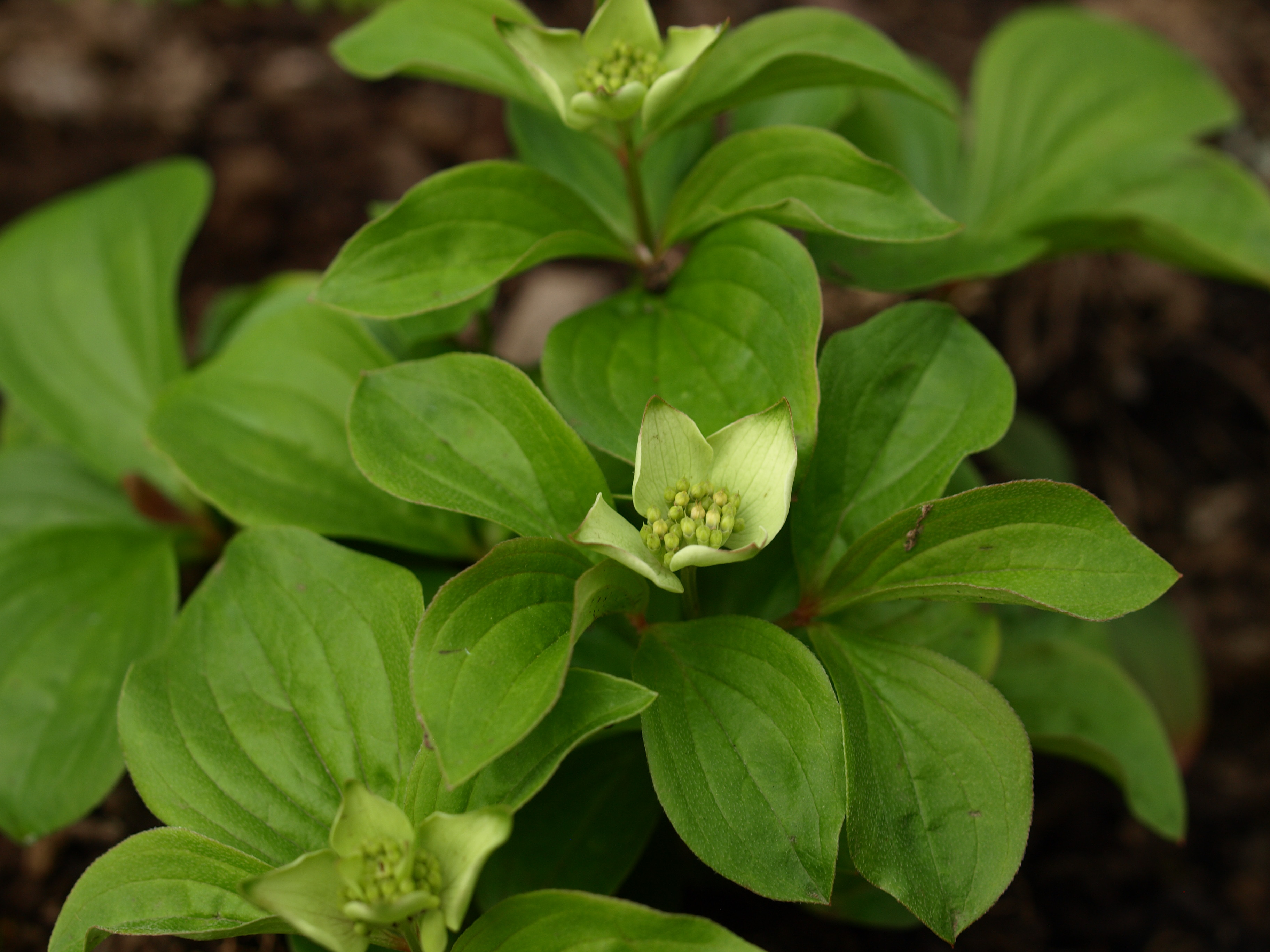
미성숙한 꽃

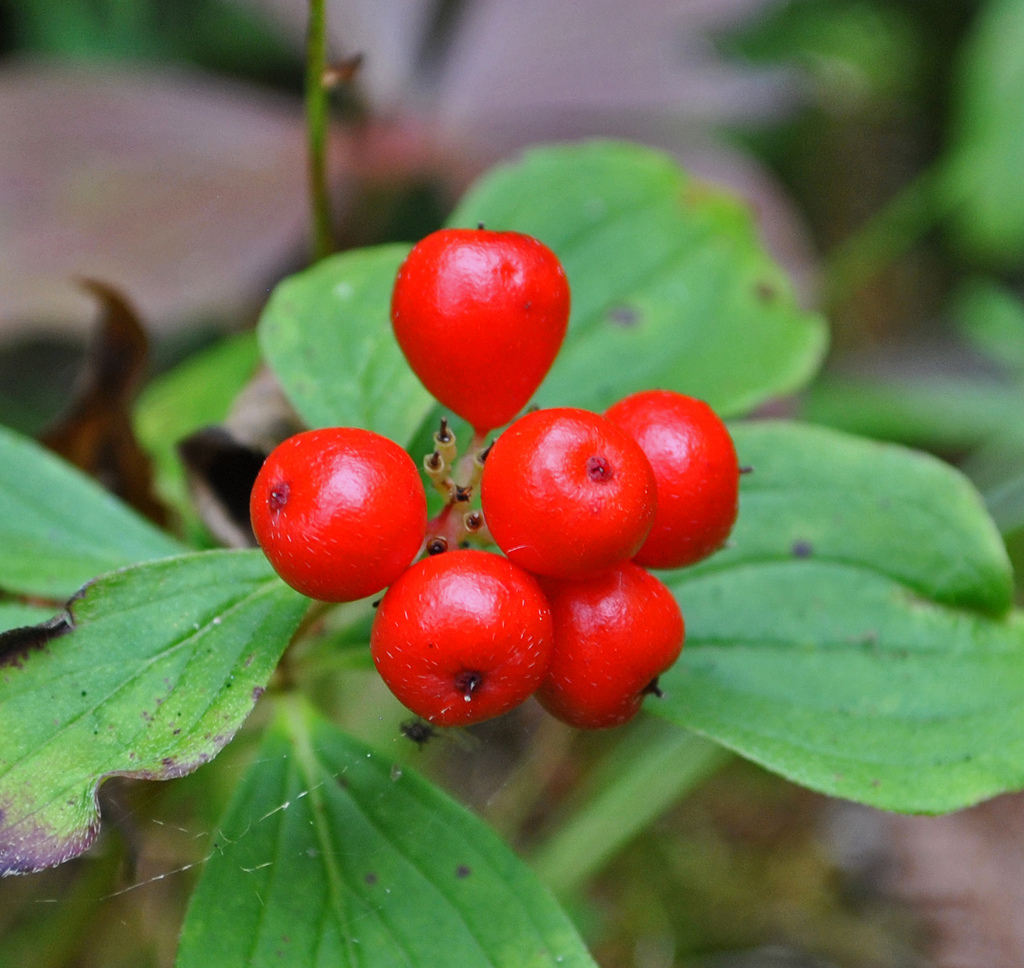
열매

열매는 녹색의 구형 핵과이고 늦여름에 새빨갛게 익는다. 지름은 5 mm 정도이고, 타원체형의 씨가 한두 개 들어 있다. 열매는 늦여름이 제철이며 먹을 수 있지만 맛이 좋지는 않다. 씨는 비교적 단단하고 바삭하다.

## 분류
풀산딸나무가 독립된 종이라는 점은 분명하지만, 어느 속에 속하느냐는 학자마다 의견이 다르다. 층층나무속(Cornus)을 넓은 의미로 받아들이면 풀산딸나무는 그 아속인 Arctocrania에 속하며 Cornus canadensis라 부른다. 그러나 풀산딸나무를 층층나무속에 포함시키지 않을 경우에는 Chamaepericlymenum canadense 또는 Cornella canadensis 따위로 분류하기도 한다.
알래스카, 래브라도, 그린란드에서는 숲에서 자라는 종인 풀산딸나무와 습지에서 자라는 종인 난장이산딸풀(Cornus suecica)의 서식지가 인접한 경우가 있는데, 수분에 의해 두 종의 잡종이 만들어지기도 한다.

## 서식지
풀산딸나무는 차고 습한 흙에서 자라는 중생(中生) 식물이다. 산간 또는 아한대 지방의 침엽수림에 분포하며 습한 숲의 가장자리나 늙은 나무 둥치, 이끼로 뒤덮인 곳, 또는 습하고 탁 트인 곳에서 발견된다.

## 생태
씨를 퍼트리는 동물은 주로 가을에 이동하다 열매를 따먹는 철새들이다. 알래스카에서는 풀산딸나무 열매가 노새사슴과 말코손바닥사슴의 주요한 먹이 중 하나다.

## 상징성
클레어 웨이트 켈러는 영국 왕세손비 메건 마클의 결혼 면사포를 만들면서 영국 연방에 속한 나라들을 상징하는 독특한 식물들을 디자인에 넣었는데, 캐나다를 나타내는 식물로는 풀산딸나무를 선택했다.